# Nationalstraße 44 (Israel)
Die Nationalstraße 44 (hebräisch כְּבִישׁ לְּאֻמִי 44 Kvīsch Ləʾummī 44, deutsch ‚Nationale Fernstraße 44‘, kurz: Kvisch arba-arba, כְּבִישׁ 44 englisch Highway 44) ist eine Hauptverkehrsstraße in Israel. Sie verbindet Tel Aviv-Jaffa und Cholon mit Ramla, Lod und der Schefela.

## Verlauf
Die Nationalstraße 44 beginnt im Südwesten der Stadt Tel Aviv an der Nationalstraße 20 (נְתִיבֵי אַיָּלוֹן Nətīvej Ajjalōn, deutsch ‚Ajjalon-Routen‘). Sie führt von dort aus in südwestlicher Richtung und ist in diesem Streckenabschnitt autobahnähnlich ausgebaut. Die Route erschließt damit das Industriegebiet von Cholon. Nach 5 km kreuzt die Haupt-Nationalstraße 4, die Strecke führt weiter nach Ramla. Ursprünglich ging die Route durch das Zentrum von Ramla, es wurde jedoch eine Neubaustrecke zur Umgehung des Ortszentrums gebaut, die jedoch damit den Ostteil der Stadt erschließt. Östlich von Ramla kreuzt die Nationalstraße 40, ab dort ist die Route auch wieder auf ihrem ursprünglichen Verlauf.

Mechlaf Nescharim schematisch

Östlich von Ramla trifft die Route auf Kvisch 431 und Kvisch 6, in deren Autobahnkreuz Mechlaf Nescharim (מֶחְלַף נְשָׁרִים) der Anschluss an die Nationalstraße 44 verwoben ist. Die Route führt weiter durch landwirtschaftlich genutztes Gebiet, von dort aus geht es weiter in die Schefela, dem Hügelland, das dem Judäischen Bergland vorgelagert ist. Dort trifft sie dann auf den Kvisch 38 und endet damit.

## Größere Städte an der Landstraße
- Tel Aviv-Jaffa
- Cholon
- Ramla
- Lod